# Batalla de Santa Clara (California)
La Batalla de Santa Clara fue un enfrentamiento sufrido entre fuerzas de Estados Unidos y de México el 2 de enero de 1847 durante la Intervención Estadounidense en México. 

## Antecedentes
El 8 de diciembre de 1846, el presidente de la localidad de Arlingtown, Washington A. Bartlet salió junto a 4 soldados en busca de ganado en los ranchos de la cercanía. Francisco Sánchez, quien era un ganadero del rancho San Pablo, logró reunir un grupo de hombres y capturó a Bartlet y a los soldados, dirigiéndose a la serranía. Sánchez, al poco tiempo logró reunir una tropa de mil cien hombres a favor de la causa mexicana. 

## Batalla
El gobierno estadounidense, enterado de la situación envió 100 soldados con el fin de sofocar a los rebeldes, encontrándose ambas fuerzas el 2 de enero de 1847 en los llanos de Santa Clara. Después de un gran enfrentamiento de 3 horas, resultaron heridos ochenta y siete soldados estadounidenses y ningún lesionado mexicano.

## Consecuencias
Sánchez retiró su tropa de nueva cuenta a la serranía y después envió representantes con el fin de acordar la paz.
- Datos: Q5722940